# 熊本市立菱形小学校
熊本市立菱形小学校（くまもとしりつ ひしがたしょうがっこう）は、熊本県熊本市北区植木町円台寺にある公立小学校。

## 沿革
- 1923年（大正12年）10月20日 - 旧木留、轟小学校合併、校名を菱形尋常小学校と変更認可、修業年限2ヶ年の高等科及び菱形農業補習学校へ移設。
- 1941年（昭和16年） - 菱形国民学校と改称
- 1947年（昭和22年） - 菱形村立菱形小学校と改称
- 1955年（昭和30年） - 植木町立菱形小学校に改める。
- 2010年（平成22年） - 熊本市立菱形小学校に改める。

## 委員会
- 運営委員会
- 給食委員会
- 放送委員会
- 保健委員会
- 掲示委員会
- 環境委員会
- 生活委員会
- 体育委員会